# Catholicossat de tous les Arméniens
Le catholicossat de tous les Arméniens est la principale juridiction de l'Église apostolique arménienne. Le chef de l'Église porte le titre de « Patriarche suprême et catholicos de tous les Arméniens », avec résidence au Saint-Siège d'Etchmiadzin en Arménie ; le titulaire actuel est Garéguine II, depuis 1999.

## Histoire
Le catholicossat d'Arménie est en théorie la juridiction la plus ancienne de la chrétienté, fondé en 314 par Grégoire Ier l'Illuminateur (vers 240 à vers 326).

## Organisation

### Catholicos
Le primat porte le titre officiel de « Patriarche suprême et catholicos de tous les Arméniens », en version longue pour les documents officiels « Serviteur de Jésus-Christ, et par la miséricorde de Dieu et la volonté du peuple, archevêque suprême et catholicos de tous les Arméniens, patriarche suprême du Très Éminent Siège de l'Église apostolique, Mère de l'Ararat en la sainte cathédrale d'Etchmiadzin ».
Jusqu'à la rupture avec l'Église de Géorgie au VIe siècle et la disparition de l'Église albanienne en 1815, le catholicos arménien jouissait d'une primauté d'honneur par rapport aux catholicos à la tête de ces Églises.
Il jouit aujourd'hui d'une primauté d'honneur par rapport au catholicos de la Grande Maison de Cilicie. Les patriarches de Constantinople et de Jérusalem sont sous sa dépendance et ne peuvent consacrer ni des évêques ni le saint chrême.
Il est élu par une assemblée comprenant des ecclésiastiques et des laïcs, l'Assemblée ecclésiastique nationale.

### Siège catholicossal
La résidence du siège catholicossal est fixée au Saint-Siège d'Etchmiadzin depuis 1441. Avant cette date, la localisation du siège a souvent changé au gré des événements politiques ou religieux :
- 301-484/485 : Etchmiadzin
- 484/485-927 : Dvin
- 927-947 : Aghtamar
- 947-1001 : Argina
- 1001-1051 : Ani
- 1051-1062 : Sébaste (actuelle ville de Sivas)
- 1062-1065 : Thawblour
- 1066-1090 : Zamendaw-Séw-Lér
- 1090-1116 : Monastère de Karmir (Kesun)
- 1116-1149 : Tsovk
- 1149-1292 : Hromgla
- 1293-1441 : Sis (actuelle ville de Kozan)
- Depuis 1441 : Etchmiadzin

### Situation actuelle

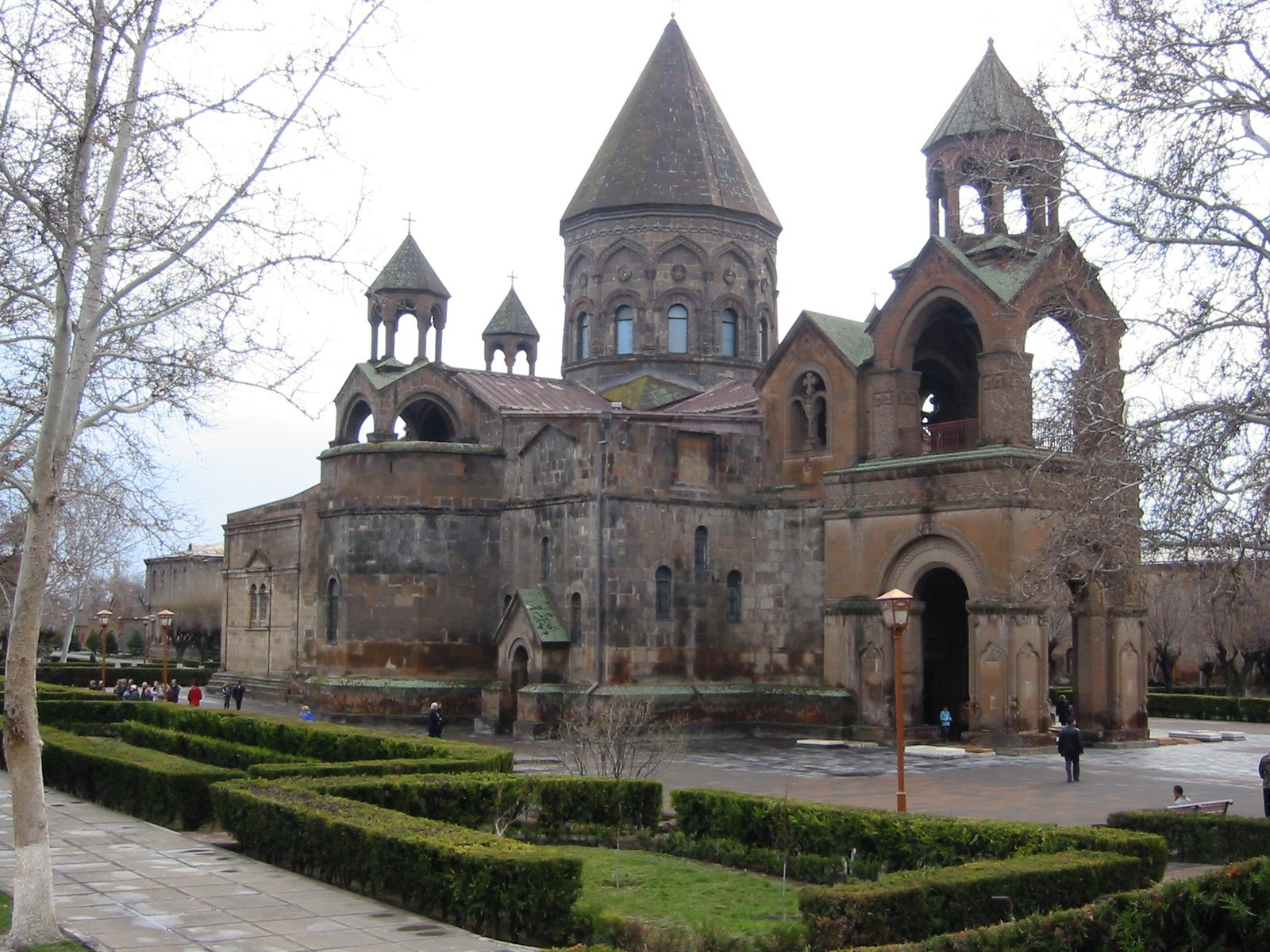
Cathédrale Sainte-Etchmiadzin.

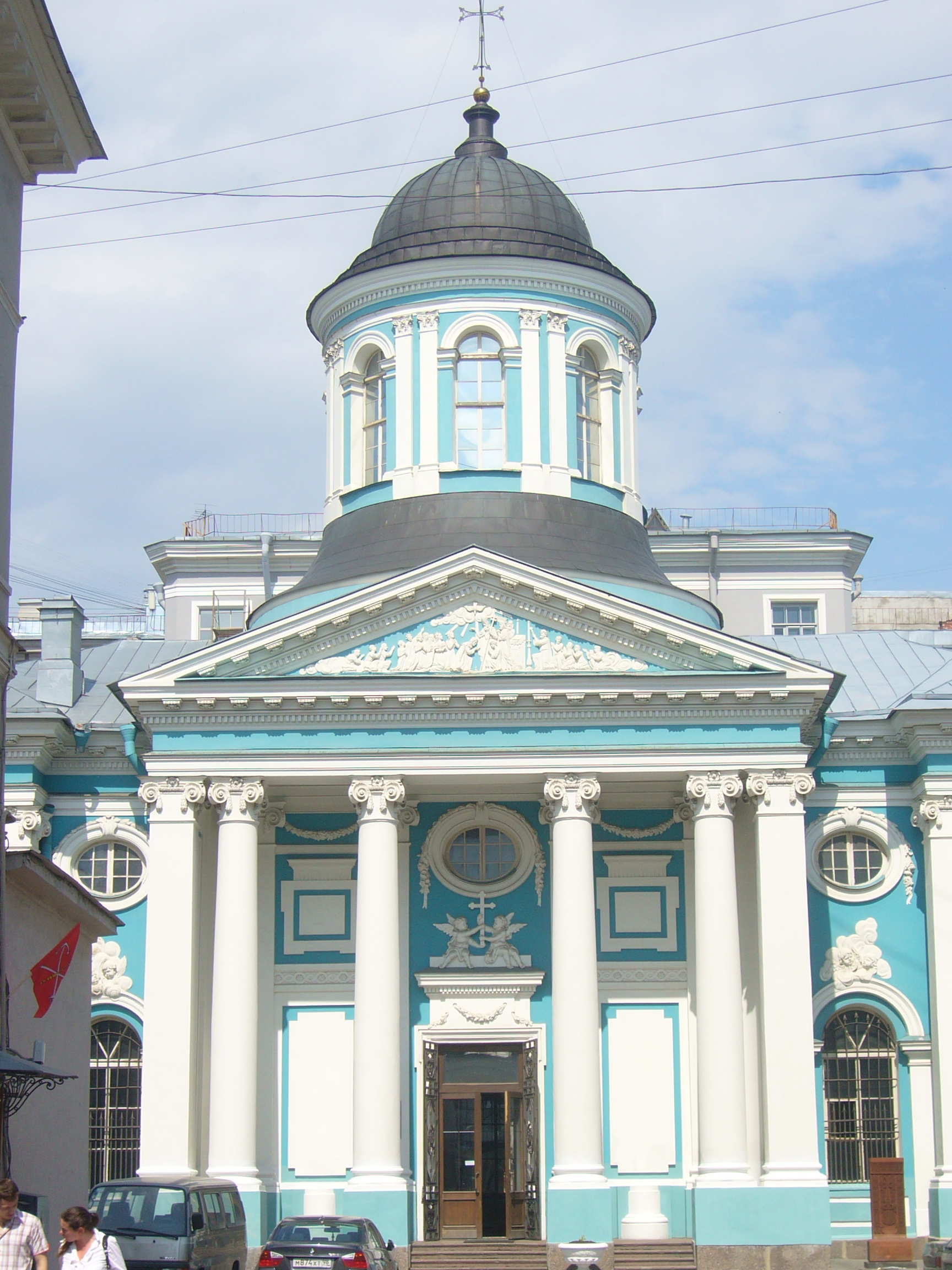
Église arménienne Sainte-Catherine à Saint-Pétersbourg en Russie.

Le catholicossat de tous les Arméniens est divisé en de nombreux diocèses, tant en Arménie que dans le reste du monde, là où est installée et organisée la diaspora arménienne.
- Arménie
  - Diocèse catholicossal d'Ararat
  - Diocèse d'Aragatsotn
  - Diocèse d'Armavir
  - Diocèse d'Artsakh, dont le Primat en 2023, Vartanes Abrahamyan également aumônier en chef de l'Armée arménienne, a son siège à Stepanakert.
  - Diocèse de Gegharkouniatz
  - Diocèse de Gougark
  - Diocèse de Kotayk
  - Diocèse de Shirak
  - Diocèse de Siunik
- Afrique
  - Diocèse d'Égypte
  - Diocèse d'Éthiopie
  - Diocèse du Soudan
- Amérique du Nord
  - Diocèse du Canada
  - Diocèse de l'Est des États-Unis
  - Diocèse de l'Ouest des États-Unis
- Amérique du Sud
  - Diocèse d'Argentine
  - Diocèse du Brésil
  - Diocèse d'Uruguay
  - Diocèse du Venezuela
- Asie
  - Diocèse de Birmanie
  - Diocèse d'Irak
  - Diocèse d'Inde
- Europe
  - Diocèse d'Allemagne
  - Diocèse d'Angleterre
  - Diocèse d'Autriche
  - Diocèse de Belgique
  - Diocèse de Bulgarie
  - Diocèse de Géorgie
  - Diocèse de Grèce
  - Diocèse d'Italie
  - Diocèse de Lyon
  - Diocèse de Paris dont le Primat est, depuis février 2022, Krikor Khachatryan.
  - Diocèse de Marseille
  - Diocèse de Moscou
  - Diocèse des Pays baltes
  - Diocèse des Pays-Bas
  - Diocèse de Roumanie
  - Diocèse du Sud de la Russie
  - Diocèse de Suisse
  - Diocèse d'Ukraine
- Océanie
  - Diocèse d'Australie